# 계백
계백(階伯, ? ~ 660년 8월 21일(음력 7월 10일))은 백제 말기의 인물이다. 660년 나·당 연합군이 백제를 침략할 때 황산벌 전투의 지휘관으로 알려져 있다. 군사 5천을 이끌고 황산벌에서 5만의 신라군과 다섯 차례의 전투를 벌인 끝에 백제군이 패배했고 계백도 전사했다. 성충, 흥수와 함께 백제의 충신이라 불린다.

## 생애
660년 당의 신구도대총관(神丘道大摠管) 소정방이 이끄는 13만 수군과 신라의 상장군 김유신이 지휘하는 5만 육군이 수륙 협공으로 백제를 침공했을 때, 계백은 충상의 지휘 하에 5천의 결사대는 7월 9일 황산벌에 3군영을 설치하였고, 신라군을 만났다. 황산벌에서 계백은 월나라 왕 구천이 5천의 군사만으로 오나라의 70만 군사를 격파한 일을 언급하며, 무서워하지 말자는 말로 병사를 독려했다. 이때 세 곳에 나뉘어 진을 친 백제군은 신라군과 네 번의 전투에서 모두 이겼다.
이 과정에서 신라군은 대장군 김유신의 동생 김흠순의 아들 반굴이 전사했고, 다음으로 돌격 선봉에 나선 좌장군 김품일의 아들 관창은 사로잡혔다. 계백은 관창의 나이가 어린 데도 기품이 뛰어나고 용맹스러워서 돌려보냈지만, 다시 진영으로 돌격해오자 결국 관창을 잡아 처형했다. 다음날인 7월 10일 아침에 신라군은 총공격을 하였고, 백제군은 충상, 상영 그리고 이들을 따르던 1,650여 명의 백제군은 김유신의 투항권유로 항복했다. 삼국사기에는 항복한 백제군을 20여 명으로 기록하고 있다. 반면 계백과 그를 따르던 백제의 군사들은 끝까지 싸우다 황산벌에서 사비성 방향에 있는 수락산 인근에서 모두 전사했다.

## 평가
《삼국사기》에 열전을 통해 고려 시대에 유교적 대의명분에서 긍정적인 평가가 이루어졌음을 알 수 있고, 조선 시대에도 유학자들로부터 국가를 위해 가족의 목숨을 포기한 충신이라는 평이 나왔다.
《삼국사기》계백 열전에 한나라의 인력으로 당과 신라의 대군을 당하자니, 나라의 존망을 알 수 없다. 나의 처자가 붙잡혀 노비가 될지도 모르니 살아서 치욕을 당하는 것보다 차라리 통쾌하게 죽는 것이 낫겠다' 하고 처자를 모두 죽였다고 기록하고 있다. 그러나 이런 계백의 전설은 이후에 신라에 의해 만들어졌다는 견해도 있다. 즉 계백같은 충신이 있었음에도 의자왕의 무능력함을 부각하여 나당연합군에 의한 백제의 멸망에 정당성을 부여하기 위함이다.

### 논란
보통 계백을 성명으로 간주하는 견해가 일반이지만, 김정호의 《大東地志(대동지지)》 기록을 증거로 계백은 본래 흑치상지처럼 백제 왕족의 후예였다는 가설이 있다. 열전에서 성명이있듯이 언급한 '계백'은 계백의 조상이 분봉받은 지역으로서 그곳은 음운상 김부식이 편찬한 《삼국사기》잡지에 기록된 당시 개백현(皆伯縣)으로 비정되며, 계백의 조상이 분봉된 지역이자 계백씨(階伯氏)의 유래가 된 곳이라는 가설이다.

## 사당 및 묘소
성리학적 질서의 확립과 더불어 각지에 위인을 모신 사립학교의 형태를 띤 서원이 건립되면서 계백을 제향하는 비사액서원이 부여를 중심으로 건립되었는데, 불법 운영으로 인해 조선 말기의 서원철폐령 때 대부분 철폐되었고 일부가 20세기에 들어서 재건되었다.
- 의열사(義烈祠)

충청남도문화재자료 제114호. 선조 8년(1575년)에 당시의 부여현감이었던 홍가신(洪可臣)이 용정리 망월산에 처음 지었으며, 백제의 성충·흥수·계백과 고려 후기의 충신 이존오를 제사지낸 것을 시초로 한다. 인조 19년(1641년)에 새로 고쳐 지었으며, 선조 때의 선비 정택뢰(鄭澤雷)와 인조 때의 문신 황일호(黃一皓)를 추가로 더 모시고 제사지냈다. 서원철폐령으로 고종 3년(1866년)에 폐지되었다가 다시 지었고, 1971년 남령공원으로 옮겨서 봄과 가을에 제사를 지내고 있다.
- 충곡서원지(忠谷書院址)(충남 논산시)

충청남도시도기념물 제12호. 계백과 사육신을 추모하기 위해 세운 숙종 6년(1680)에 세운 서원이다. 고종 5년(1868년)에 폐쇄되었고 1933년 복원하였다. 지금은 문신 11명을 추가로 더 배향하고 있다. 충남 논산시 부적면 충곡리 산13 소재.
- 삼충사(三忠祠)

부소산성 내에 소재한 이곳은 1957년에 처음 지었고 해마다 백제문화제 때 삼충제를 지낸다. 현재의 모습은 1981년에 다시 지은 것이다. 안에는 성충·흥수·계백의 영정이 봉안되어 있다.
또한 신라와 백제의 전장이었던 신라 황산벌 서북쪽에 해당하는 논산시 부적면 신풍리 산기슭에는 오래전부터 계백의 무덤이라 전해오는 고분이 존재했는데, 이 고분이 확실히 계백의 것임을 보여주는 증거는 미신 외에는 아직 발견되지 않았다. 이곳은 '계백장군유적전승지'라는 이름으로 충청남도 시도기념물 제74호로 지정되었다.

## 관련 문화재
- 계백 장군 유적 전승지 (충청남도 기념물 제74호)

## 대중 문화속에 나타나는 계백
- 《원효대사》 (KBS, 1986년~1986년, 배우 : 이정웅)
- 《삼국기》-(KBS, 1992년~1993년, 배우:유동근)
- 《연개소문》-(SBS, 2006년~2007년, 배우:정흥채)
- 《선덕여왕》-(MBC, 2009년~2009년, 배우:최원영)
- 《계백》-(MBC, 2011년~2011년, 배우:이서진, 이현우)
- 《대왕의 꿈》-(KBS, 2012년~2013년, 배우:최재성)

### 영화
- 《황산벌》-(2003년, 배우:박중훈)

### 소설
- 계백, 신을 만난 사나이, 2018년, 홍남권, 온하루출판사

## 등장 작품
소설
- 이광복 『불멸의 혼』2004, 조이에듀넷
- 정수인 『고구려』(전7권) 2005, 도서출판 새움
- 황운성 『계백의 칼』(전2권) 2007, 경성라인
- 최성준 『황산벌의 침묵』2009, 도서출판 심지
- 김정산 『삼한지』(전10권) 2009, 서돌
- 홍남권 계백, 신을 만난 사나이, 2018, 온하루출판사

## 같이 보기
- 황산벌 전투
- 성충
- 흥수

## 참고 문헌
- 삼국사기 열전 계백
- 삼국사기 본기 신라 태종무열대왕 7년
- 이 문서에는 다음커뮤니케이션(현 카카오)에서 GFDL 또는 CC-SA 라이선스로 배포한 글로벌 세계대백과사전의 내용을 기초로 작성된 글이 포함되어 있습니다.